# Грайвер, Азинг
Азинг Грайвер (нидерл. Azing Griever, 21 июля 1945, Нортбрук, Нидерланды) — нидерландский футболист и тренер.

## Карьера
В качестве футболиста выступал на позиции вратаря за клубы Эредивизи и Первого дивизиона «Херенвен» и «Гроннинген». После завершения карьеры Грайвер стал тренером. В качестве наставника он долгое время работал с «Хераклесом», «Эмменом» и «Вендамом». С 2004 по 2006 год нидерландский специалист руководил сборной Арубы.

## Достижения
- Серебряный призер Первого дивизиона Нидерландов (1): 1995/96.